# Montecincla
Montecincla és un gènere d'aus paseriformes de la família dels leiotríquids.

## Taxonomia
Segons el Congrés Ornitològic Internacional, versió 15.1, 2025 aquest gènere està format per 4 espècies:
- Xerraire del Banasura (Montecincla jerdoni Blyth, 1851)
- Xerraire dels Nilgiri (Montecincla cachinnans Jerdon, 1839)
- Xerraire de Palani (Montecincla fairbanki Blanford, 1869)
- Xerraire de Travancore (Montecincla meridionalis Blanford, 1880)